# Fifångs naturreservat
Fifångs naturreservat är ett naturreservat i Södertälje kommun i Stockholms län. Reservatet är cirka 1 700 ha stort, varav cirka 1 460 ha vatten. Inom reservatets gränser ligger många skärgårdsöar, av vilka den största, Fifång, har gett reservatet sitt namn. Huvudön Fifång är även ett Natura 2000-område. Fifång är ett Natura 2000-område tack vare förekomsten av ettårig vegetation på driftvallar, havsstrandängar av Östersjötyp, klippvegetation på silikatrika bergssluttningar, västlig taiga, boreonemorala och äldre naturliga ädellövskogar av fennoskandisk typ med rik påväxtflora, trädklädda betesmarker av fennoskandisk typ, samt lövsumpskogar av fennoskandisk typ. Reservatet ligger i den sydligaste delen av Södertälje kommun. Fifång är naturreservat sedan 1999. 